# Lobophytum jasparsi
Lobophytum jasparsi är en korallart som beskrevs av van Ofwegen 1999. Lobophytum jasparsi ingår i släktet Lobophytum och familjen läderkoraller. Inga underarter finns listade i Catalogue of Life.